# Dorycnium fulgurans
Dorycnium fulgurans är en tvåhjärtbladiga växtart som först beskrevs av Pietro Porta, och fick sitt nu gällande namn av Per Lassen. Dorycnium fulgurans ingår i släktet Dorycnium, och familjen ärtväxter. Inga underarter finns listade i Catalogue of Life.